# Erhardikapelle (Regensburg)

Erhardikapelle Regensburg

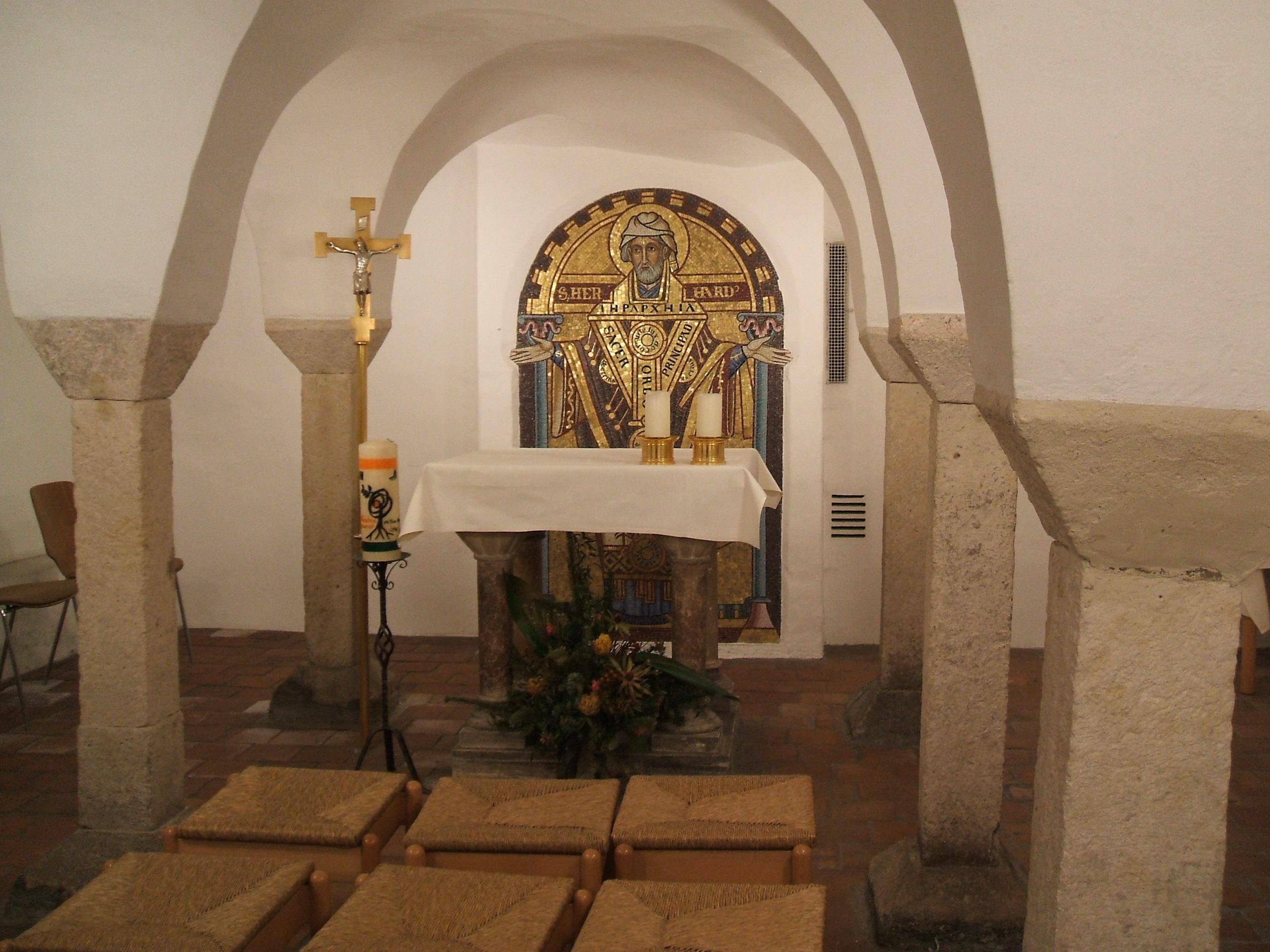
Innenraum

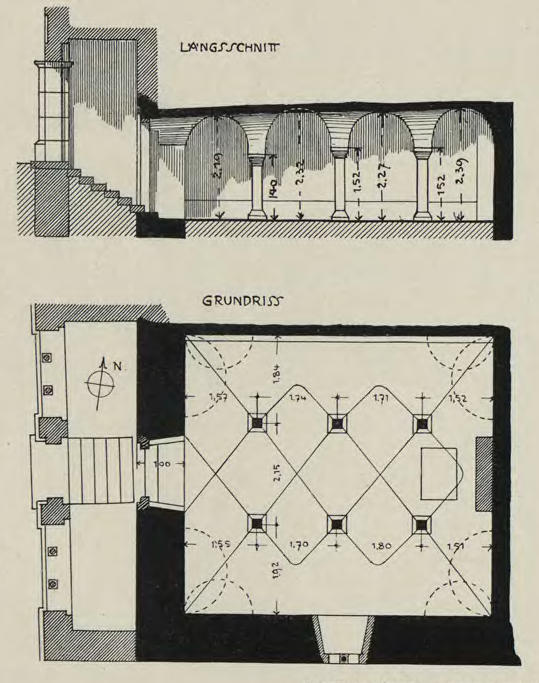
Längsschnitt und Grundriss

Die römisch-katholische, denkmalgeschützte Erhardikapelle steht in der Erhardigasse von Regensburg. Sie ist dem Bistum Regensburg zugeordnet. Das Bauwerk ist unter der Denkmalnummer D-3-62-000-38301 als Baudenkmal in die Bayerische Denkmalliste eingetragen.

## Beschreibung
Die Kapelle wurde in der zweiten Hälfte des 10. Jahrhunderts erbaut. Obwohl sie acht Stufen unter dem heutigen Bodenniveau liegt, war sie ursprünglich keine Krypta, sondern das Erdgeschoss eines zweigeschossigen Gebäudes. Das profane Obergeschoss wurde 1954 abgerissen. 1892 wurde unter Georg Dengler das säkularisierte Bauwerk für eine Nutzung als Kirche restauriert und mit einer neuromanischen Fassade auf heutiger Straßenhöhe versehen, deren Portal beidseitig von dreiteiligen Bogenfenstern flankiert wird. Diese Spolien stammen aus dem Kreuzgang der Regensburger Schottenkirche.
Aus der Zeit der Restaurierung stammt das Mosaik hinter dem Altar. Es zeigt den heiligen Erhard in Nachbildung der Darstellung aus dem Uta-Codex (11. Jahrhundert).